# Potápka nejmenší
Potápka nejmenší (Tachybaptus dominicus) je nejmenším druhem potápky. Vyskytuje se na americkém kontinentu od jihovýchodu Spojených států amerických přes Mexiko, Velké Antily, Trinidad a Tobago a Bahamy po Argentinu.

## Systematika a výskyt
Druh formálně popsal Carl Linné v roce 1766. Druhové jméno dominicus odkazuje k ostrovu Hispaniola, který byl dříve znám jako Santo Domingo. Rozeznávají se tyto poddruhy s následujícím rozšířením:
- T. d. brachypterus (Chapman, 1899) – jižní Texas a Mexiko až do Panamy.
- T. d. bangsi (van Rossem & Hachisuka, 1937) – jižní Baja California. Nejmenší poddruh.
- T. d. dominicus (Linnaeus, 1766) – nominátní poddruh. Rozšířen v severním Karibiku a jižní Floridě.
- T. d. brachyrhynchus (Chapman, 1899) – Jižní Amerika od Kolumbie po Argentinu a jižní Brazílii.
- T. d. eisenmanni Storer & Getty, 1985 – nížiny západního Ekvádoru.

Poddruhy se mezi sebou odlišují převážně velikostí a zbarvením opeření.

## Popis
Jedná se o velmi malou potápku, která je s délkou těla kolem 23–27 cm vůbec nejmenším zástupcem potápek. O něco menší je potápka malá, nejmenší evropská potápka. Rozpětí křídel potápky nejmenší dosahuje 48–53 cm, váha 100–175 g. Svatební šat je tmavě šedý až hnědý se světlými podocasními krovkami a bílými letkami. Šedá hlava se v prostém šatu barví do hněda. Duhovky jsou žluté až oranžové, zobák krátký a špičatý.

## Biologie a ekologie

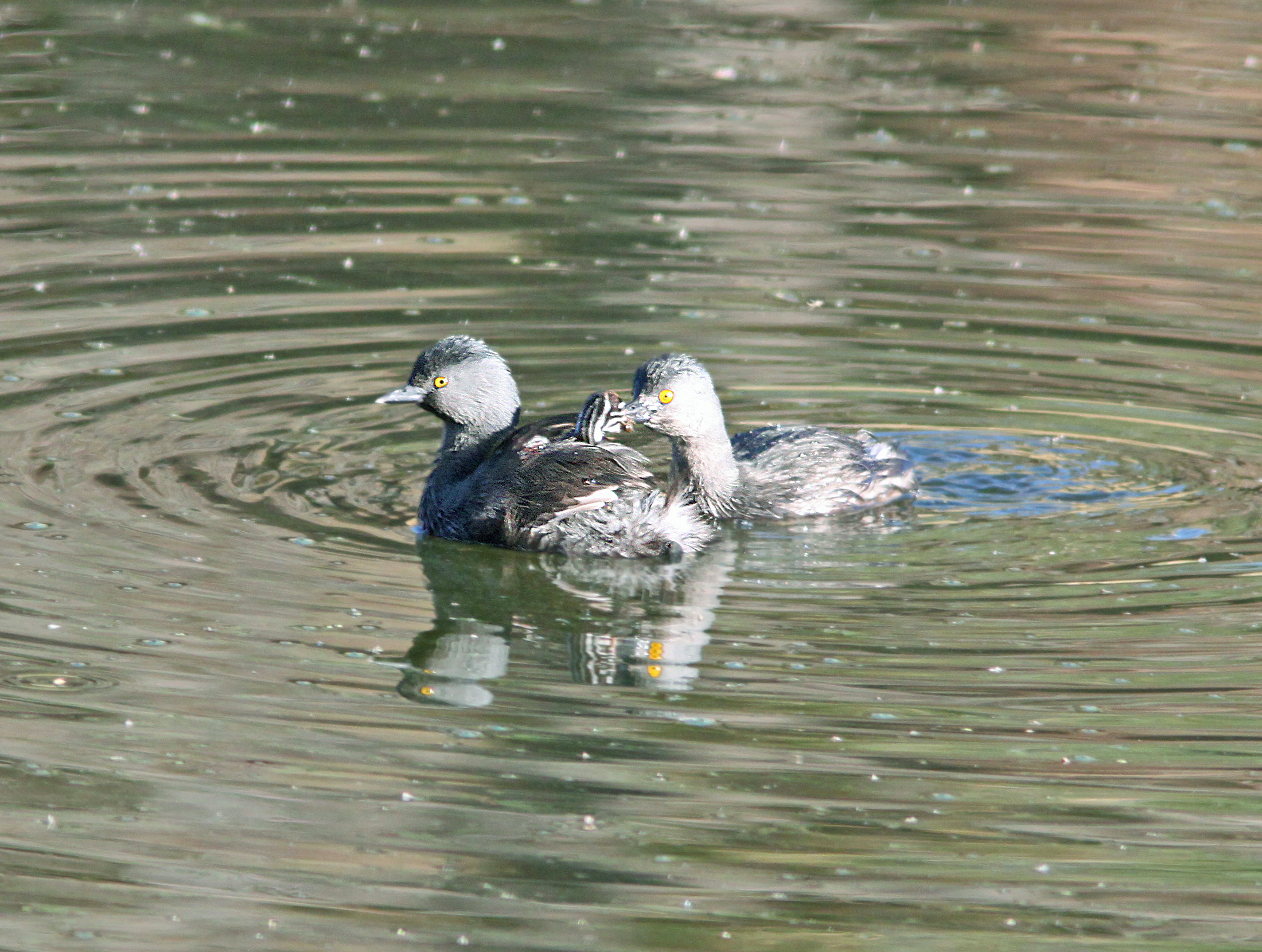
Potápka nejmenší s mládětem na zádech

Potápka nejmenší vykazuje vysokou adaptabilitu na různé typy vodních habitatů od velkých jezerních ploch, močálů, mangrovů a pomalu tekoucích řek po farmářské rybníčky či dokonce větší vodní plochy utvářené ve struhách podél cest. Důležitá je pro potápky nejmenší hlavně přítomnost husté vegetace, kde zahnizďují i hledají potravu v podobě vodních bezobratlých. Vedle nich mohou pojídat i menší ryby, pulce a korýše. Potápka nejmenší je schopný potápěč, pod vodou vydrží i 25 vteřin. V případě nebezpečí se potápí pod vodu, avšak hlava vykukuje nad hladinu.

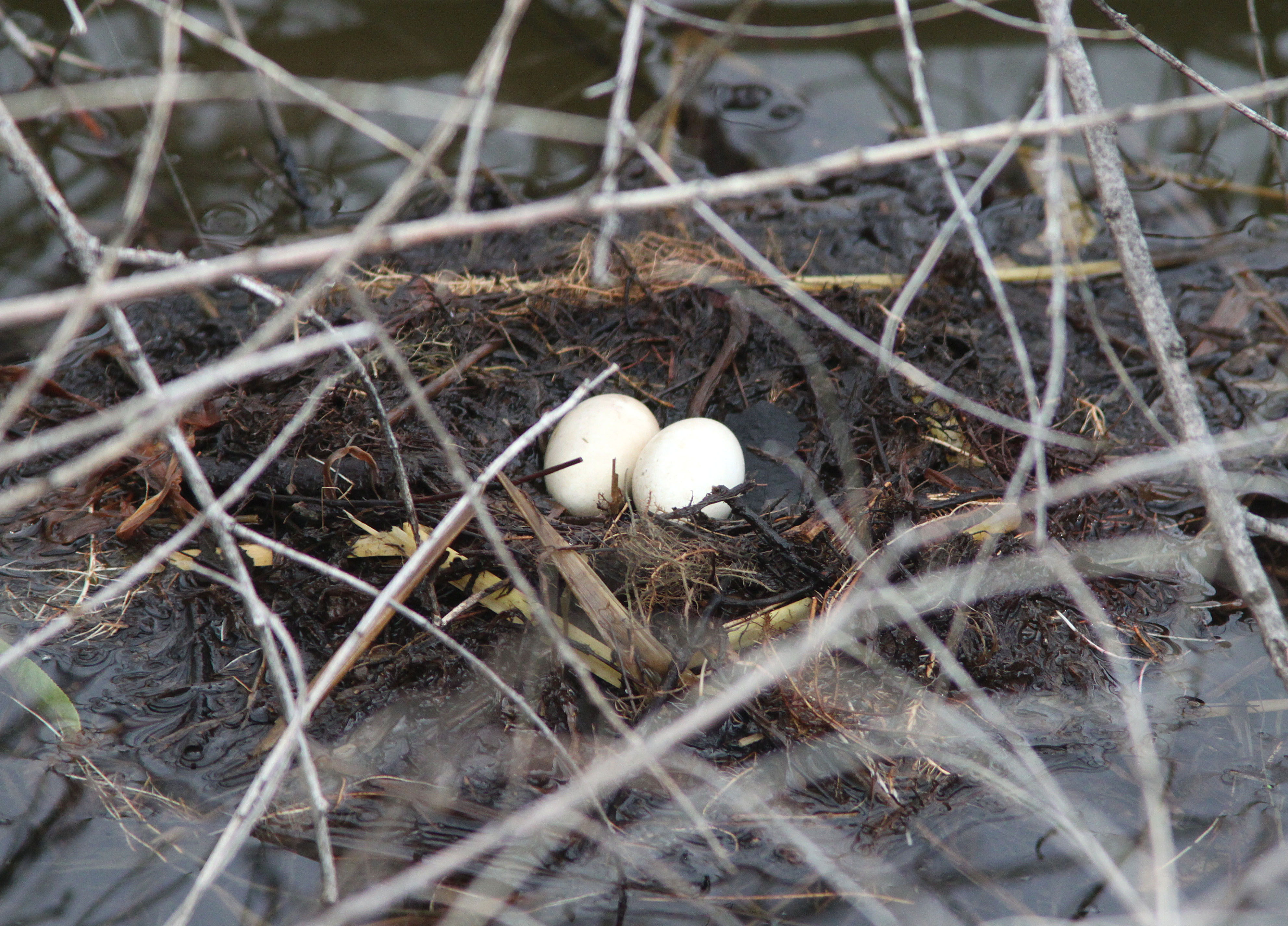
Hnízdo v Arizoně

Většina populací je stálá, avšak populace z jižní Argentiny na zimu táhnou na sever. Místně pak může docházet k lokálním přesunům v reakci na příchod období dešťů, během kterých dochází k dočasnému zatopení některých oblastí, kam se potápky na čas přesunou. Potápka nejmenší vydává kovové, prskavé trylkování, které je z počátku rychlé, načež se zpomalí, aby se koncem znovu zrychlilo. Poplašné volání zahrnuje jediné pípnutí.
Jedná se o teritoriálního ptáka. Samci v době hnízdění náruživě vyhánějí ostatní samce ze svých teritorií. Doba zahnízdění závisí na lokaci. V tropických oblastech většinou zahnizďuje během období dešťů. Hnízdo představuje plovoucí platformu z klestí a rostlinného materiálu, která je ukotvena ve vodní vegetaci na mělké vodě. Samice klade 4–6 vajec a typicky vyvádí 2 snůšky za rok, občas 3 a někdy i více. Inkubace trvá kolem 21 dní. K přirozeným predátorům patří dravci, dravé ryby a želvy.

## Ohrožení
Druh je považován za málo dotčený. Odhady početnosti se pohybují v širokém rozptylu 20–500 tisíc dospělých jedinců.